# Торехон де Ардос
Торехон де Ардос (шп. Torrejón de Ardoz) град је у Шпанији у аутономној заједници Мадрид у покрајини Мадрид. Према процени из 2008. у граду је живело 116.455 становника.

## Становништво
Према процени, у граду је 2008. живело 116.455 становника.
| 1970.  | 1981.  | 1991.  | 2001.  | 2010.   |
| ------ | ------ | ------ | ------ | ------- |
| 21.117 | 75.398 | 82.807 | 97.546 | 118.441 |

## Партнерски градови
- Вуху